# Walter Bagehot
Walter Bagehot (/ˈbædʒət/ Langport, 3 de febrero de 1826-Langport, 24 de marzo de 1877) fue un periodista, politólogo y economista inglés.

## Biografía

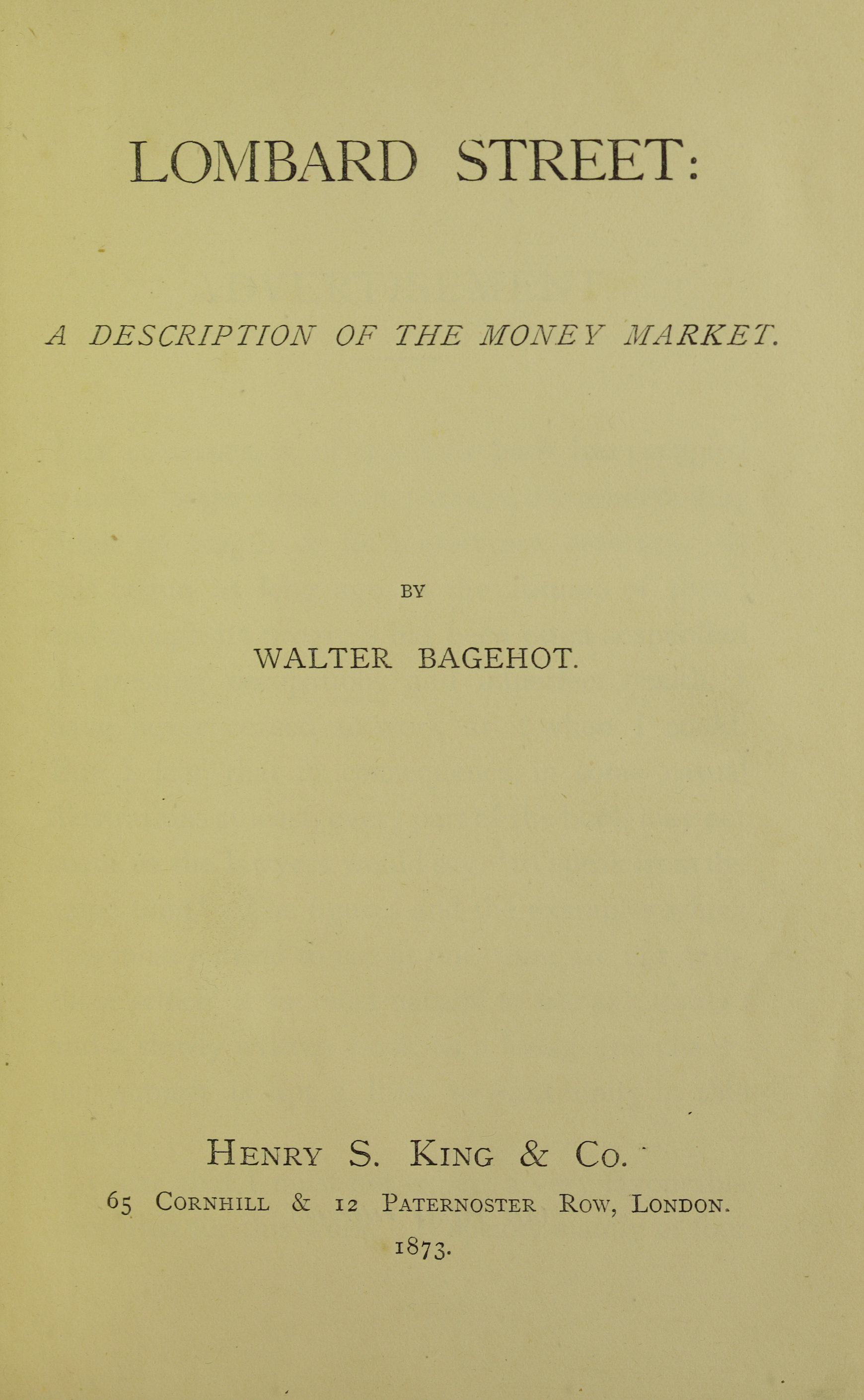
Lombard Street, 1873.

En 1855, Bagehot fundó la revista National Review con su amigo Richard Holt Hutton. En 1861, se convirtió en editor jefe de The Economist. Durante los 16 años que ejerció como editor, Bagehot amplió la cobertura política de The Economist y aumentó su influencia entre los responsables políticos. En 1858 se casó con la hija del propietario de la revista.
Escribió obras sobre política y economía. Su conocido libro de 1867, The English Constitution, describe cómo opera realmente la forma de gobierno británica detrás de su fachada. Entre otras de sus obras, se encuentran Physics and Politics, de 1872, uno de los primeros intentos por aplicar el concepto de evolución en las sociedades, y el escrito de 1873 Lombard Street, un estudio sobre los métodos bancarios.
The Economist publica un comentario semanal de actualidad titulado "Bagehot", que lleva su nombre y se describe como "un análisis de la vida y la política británicas, en la tradición de Walter Bagehot".

## Obras
- (1848). "Principles of Political Economy," The Prospective Review, Vol. 4, No. 16, pp. 460–502.
- (1858). Estimates of Some Englishmen and Scotchmen.
- (1867; segunda edición, 1872). The English Constitution. (online)
- (1872). Physics and Politics (online).
- (1873). Lombard Street: A Description of the Money Market. (online)
- (1875). "A New Standard of Value," The Economist, Vol. 33, No. 1682, pp. 1361–63.
- (1877). Some Articles on the Depreciation of Silver and on Topics Connected with It.
- (1879). Literary Studies.
  - Vol I
  - Vol III
- (1880). Economic Studies.
- (1881). Biographical Studies.
- (1885). The Postulates of English Political Economy.
- (1889). The Works of Walter Bagehot.
- (1933). The Love Letters of Walter Bagehot and Eliza Wilson (con su esposa).